# Cekin

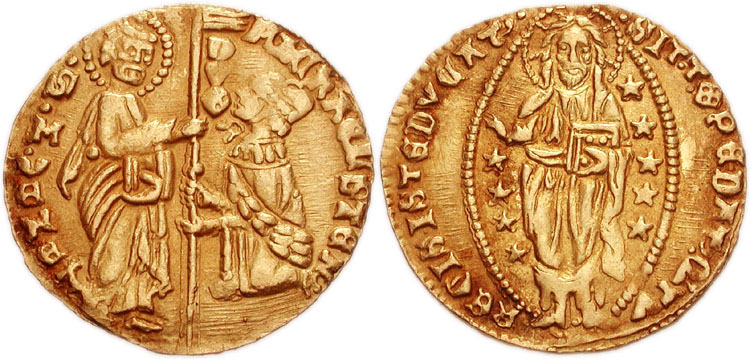
Awers i rewers cekina (1400)

Cekin (wł. zecchino [dzekˈkiːno]) – złota moneta włoska, odmiana dukata bita od XIII wieku w Wenecji. Jedna z najwcześniejszych monet złotych Europy średniowiecznej. 
Emitowana od 1284 aż do końca suwerenności Wenecji (1797) w zasadniczo niezmienionym wyglądzie i jakości (bita ze złota w ówcześnie najwyższej osiągalnej technicznie próbie 990), była miejscową wersją ówczesnego italskiego dukata. Na rewersie umieszczano wizerunek Chrystusa w mandorli z inskrypcją SIT T(ibi) XPE (=Christus) DAT(us) Q(uem) TU REGIS ISTE DUCATUS. Awers przedstawiał postać klęczącego doży, odbierającego od patrona Republiki – świętego Marka, wenecki sztandar (gonfalon). Datowanie cekinów umożliwia imię aktualnego doży umieszczane w awersowej legendzie.  
Nazwa zecchini dla tych monet przyjęła się i rozpowszechniła w XIV-XV wieku. Znana również pod francuską nazwą sequin, moneta była popularnym środkiem płatniczym w basenie śródziemnomorskim, na Bałkanach, a wskutek tego i w całym Imperium Osmańskim. Zachowując ogólny wzorzec wenecki, zyskała też naśladownictwa w państwach krzyżowców (m.in. u joannitów na Rodos).
W późniejszych czasach termin ten (jako złotego krążka zwracającego uwagę), w zmienionym znaczeniu zaczęto stosować na określenie cienkiej, krągłej, błyszczącej blaszki służącej jako ozdoba niektórych efektownych strojów (np. wieczorowych, ludowych).